# Centrální banka Ruské federace
Centrální banka Ruské federace (rusky Центральный банк Российской Федерации, Centralnyj bank Rossijskoj Feděracii, krátce rusky Банк России, Bank Rossii) je centrální banka Ruské federace. Byla založena 13. července 1990 jako nástupkyně Státní banky Sovětského svazu. Sídlí v Moskvě a je členkou Banky pro mezinárodní vypořádání.
Úloha Centrální banky Ruské federace je dána přímo ruskou ústavou, která jí ve svém článku 75 dává monopol na vydávání jediné povolené měny, rublu, nad jehož stabilitou má bdít coby na vládě nezávislá organizace.
Od června 2013 je předsedkyní centrální banky Elvira Nabiullinová. 

## Seznam předsedů
| Osoba               | období               |
| ------------------- | -------------------- |
| Georgij Matjuchin   | 1990–1992            |
| Viktor Geraščenko   | 1992–1994            |
| Taťána Paramonovová | 1994–1995            |
| Alexandr Chandrujev | 8.–22. listopad 1995 |
| Sergej Dubinin      | 1995–1998            |
| Viktor Geraščenko   | 1998–2002            |
| Sergej Ignatěv      | 2002–2013            |
| Elvira Nabiullinová | od 2013              |

## Měnová politika
Po zahájení ruské invaze na Ukrajinu v únoru 2022 zvýšila centrální banka základní úrok více 20 procent. Díky tomu se podařilo zpevnit kurs rublu z minima v březnu 2022 (přes 120 rublů/USD) do červnových méně než 60 rublů za USD. Po zklidnění situace byla základní sazbu snižována až zářijových 7,5 procenta. Poté co v srpnu 2023 kurz dolaru stoupl až na 102 rublů zvýšila centrální banka úrokovou sazbu o 3,5 bodu na 12 procent.